# 에디스 하이스만
에디스 하이스만(Edith Haisman, 1896년 10월 27일 ~ 1997년 1월 20일)은 1912년 4월 RMS 타이타닉 침몰의 마지막 남은 생존자이자 가장 나이가 많은 생존자들 중 한 명이었다. 그녀는 19세기에 태어난 마지막 생존자였고, 그러므로 7명의 어린 생존자들이 그녀보다 더 오래 살았지만, 침몰 당시 10대였던 마지막 생존자였다.